# Карін Зайк
Карін Зайк (нім. Karin Seick, 11 листопада 1961) — німецька плавчиня.
Медалістка Олімпійських Ігор 1984 року, учасниця 1988 року.